# Qom
Qom (en persa: قم, també transcrit com Q'um o Ghom) és una ciutat de l'Iran a 156 km al sud-est de Teheran a la riba del riu Qom. És capital de la província de Qom, única província que està formada per un sol comtat (també anomenat Qom) dividit en cinc bakhx un dels quals (Qom Central) també té Qom com a capçalera. La seva població estimada el 2006 de 957.496. El 1976 la població era de 246.873 habitants.
És considerada ciutat santa pels xiïtes perquè hi ha el santuari de Fàtima al-Massuma, germana de l'imam Alí ibn Mussa ar-Ridà (789-816) i és el més gran centre d'erudició xiïta del món i lloc de pelegrinatge.

## Història
S'han fet troballes del tipus de Sialk II i III (V i IV mil·lenni aC) que acrediten el seu poblament molt matiner. Part de l'imperi aquemènida, de l'imperi macedoni, de l'imperi sèleucida, de l'imperi part i de l'imperi Sassànida, fou conquerida pels àrabs musulmans en data desconeguda, ja que segons les fonts musulmanes fou una fundació pròpia, tot i que se sap que ja existia. Una versió diu que els fundadors foren àrabs aixarites de Kufa que s'hi van establir perseguits per ser xiïtes, vers 712-713, que la van defensar contra atacs daylamites, la van dotar d'una muralla que envoltava fins a 7 pobles de la plana i el conjunt fou anomenat Kum (un dels pobles es deia Kumidan). Una segona versió diu que Kum deriva de kuma (un tipus de cabana). La ciutat fou un centre xiïta; aquests havien estat acollits pel cap de la comunitat zoroastriana Yazdanfadhar, però aquesta comunitat fou eliminada pels xiïtes moltes vegades de manera violenta. Temples de foc van estar actius a la regió fins al segle ix almenys i potser encara un temps al segle x.
La ciutat va tenir reputació de ser sempre rebel al pagament d'impostos a governs sunnites i el conflicte amb Esfahan, amb sunnites fanàtics fou constant.
Al segle ix el centre principal era Manidjan, un dels set pobles originals, i depenia d'Esfahan fins que en fou separada el 804/805 i fou una kura o districte de la província del Jibal (Mèdia). Ja abans que Nadjaf fou un gran centre teològic. El 816/817 Fàtima al-Masuma va anar a visitar al seu germà el vuitè imam dels xiïtes Ali ibn Musa al-Rida a Tus, però es va posar malalta a Sawa (poble sunnita) i sentint-se morir es va fer portar a Kum, la vila xiïta més propera, on va expirar i fou enterrada. Això va desenvolupar la ciutat del nord-est cap al sud-est en direcció a la tomba de Fàtima que va acabar sent el centre. El 994/995 una crescuda del riu Anarbar va fer molt de mal a la ciutat. La ciutat fou afavorida pels buwàyhides i al temps dels seljúcides era anomenada per les seves madrasses (segle XI-XII) a més de pel santuari de Fàtima.
El 1224 hi van entrar els mongols i la població fou massacrada i la ciutat destruïda. Al segle xiv restava en gran part en ruïnes però sembla que els Il-kans la van voler restaurar i hi van fer alguns treballs. Després de la caiguda dels Il-Khans el 1335, la ciutat va quedar en mans de governants locals, que encara que sotmesos a la dinastia jalayírida de manera nominal, governaven amb virtual independència. El 1387 es va sotmetre voluntàriament a Tamerlà i va conservar la dinastia local, ratificada el 1393. Es diu que Tamerlà va massacrar altre cop als habitants però les fonts només parlen del seu respecte per aquest lloc sant, igual que els seus successors; el 1404, prop abans de la seva mort, s'esmenta un destacament de cavalleria estacionat a Qom; també es diu que a la zona hi havien instal·lats grups de turcs khalaj. El 1405 estava sotmesa al príncep Muhammad Umar, al que va oferir regals quan va passar per la ciutat i el governant local era Khwaja Muhammad Qumi. A partir d'aquell moment la ciutat es va trobar en el centre de la zona que es disputaven diversos prínceps entre ells i ambs els kara koyunlu.
El 1412 Iskandar havia aconseguit dominar Fars i Esfahan sense oposició; Kirman el reconeixia com sobirà precàriament; el següent objectiu ambicionat pel príncep fou Qom. Primer va dirigir preguntes a Khoja Muhammad de Qom; després li va demanar un jove molt guapo encara imberbe que estava al servei de Khoja Muhammad, però el jove no volia acceptar de cap manera les propostes d'Iskandar. Finalment va marxar amb les seves tropes, va conquerir totes les ciutadelles dependents de Qom i es va presentar a les portes de la ciutat; Ali Demehser, kutwal del castell de Keyu, fou portat allí carregat de cadenes per forçar la rendició; però a la ciutat hi havia molts guerres i van presentar una forta resistència. Nasr Allah Sahrai, governador de la propera ciutat de Sawah (moderna Saveh), es va sentir amenaçat pel cas de caure Qom i va enviar al seu cosí Imad Gur en ajut de Khoja Muhammad, amb el qual no tenia molt bona relació. Aquest reforç va forçar a Iskandar a aixecar el setge de Qom i retornar cap a Esfahan. El visir d'Iskandar, Hafiz Razi, va dirigir negociacions amb delegats de Muhammad Khoja i un d'aquests va oferir trair al seu senyor (o fou subornat per fer-ho), es dia Muzaffar Ferahani, i era un càrrec de confiança de Khoja Muhammad; va escriure a Iskandar i es va comprometre a lliurar-li la ciutat a canvi de ser-ne nomenat director financer. La proposta fou acceptada i el traïdor va començar a distribuir la guarnició de manera poc eficaç; la seva tasca era vigilada per l'amir Mahmud, fill d'un germà de Khoja Muhammad, però els col·laboradors de Mahmud foren situats a un lloc o un altre fins que Mahmud només disposava de 5 homes al seu entorn. Un dia Ferahani el va fer presoner amb ajut de soldats d'Iskandar amagats en un lloc convingut i el van lligar amb cadenes; quan Khoja Muhammad el va voler ajudar i va sortir fou igualment capturat; els dos presoners foren portats a Esfahan i el wali fou executats i es diu que Mahmud es va suïcidar per no haver d'atendre els requeriments amorosos d'Iskandar. El traïdor fou nomenat administrador i Abd Allah Perwanji designat governador. Aquests fets no estan datats a la font però devien passar el 1412, ja que explica que al mateix any Iskandar va traslladar la seva capital de Siraz a Esfahan, cosa que va passar el 1412. Quan el 1414 Iskandar va intentar conquerir Sawah, on governava Nasr Allah Sahrai, aquest va demanar ajut a l'emperador i va sol·licitar l'enviament d'un daroga, cosa a la que es va accedir i es va nomenar un dels servidors de la cort. Un contingent fou enviat a Sawah. Les tropes d'Iskandar van decidir no enfrontar a les forces imperials i es van retirar de la rodalia de Sawah i de Qom. Abd Allah Perwanji va ser nomenat governador de Qom amb autoritat sobre tota la part oriental de l'Iraq Ajamita. Yusuf Hajji, que era el visir de la ciutat, fou nomenat kutwal de la fortalesa. Durant el regnat de Xah-Rukh el governants de Qom doren descendents del poderós amir Khwaja Ali Safi.
Després de la conquesta d'Esfahan (1414) Xah Rukh es va ocupar d'organitzar la regió. Va confiar el govern de Rayy al príncep Adygel (Ijel) fill de Miran Xah, i el de Qom al príncep Sad Vaccas. Finalment va sortir en direcció a Siraz deixant el govern general de l'Iraq Ajamita al seu propi fill Ibrahim Sultan.
El 1415 Bistam Jagir va deixar al seu fill al front de Sultaniya, atacada per Kara Yusuf dels Kara Koyunlu, i es va retirar a Qom, amb el príncep Sad Vaccas. Aquest ho va considerar una traïció i el va fer detenir i va demanar instruccions a Xah Rukh. Aquest va ordenar l'alliberament de Bistam, ordre que va portar un tavachi anomenat Ardexir. Sad Vaccas i diversos consellers van encaixar malament aquesta desautorització. Sad Vaccas va sortir de Qom amb el seu presoner i 300 homes i es va dirigir al camp de Kara Yusuf. El seu ogrok o campament de Qom va quedar sota el comandament de Kotluk Khoja. Sad Vaccas fou molt ben rebut per Kara Yusuf que esperava aprofitar-se del príncep per conquerir l'Iraq Ajamita. Bistam fou alliberat i va rebre distincions. Sad Vaccas (Saad Wakas) va demanar asil a Kara Yusuf i aquest va enviar a Qom a Akhi Fereji, fill de Bistam, per portar a les esposes del príncep. Una vegada a Qom, la princesa Agha Beghi, filla de Miran Xah i esposa principal de Sad Vaccas, va considerar que les esposes no havien d'anar amb els turcmans i va armar als servidors i quan Akhi Feriji i els seus homes van arribar, els van atacar i els van massacrar així com a Timur Xaikh, Kotluk Khoja i Xaikh Ali Zendeh considerats els instigadors de la defecció del príncep. Els seus caps foren enviats a l'emperador junt amb un relat dels fets. Xah Rukh va dir que si les dones actuessin totes així serien superiors als homes. El 1415 Elies Khoja fou confirmat com a governador de Qom, Kaixan, Rayy i Rustamdar fins a Gilan. L'esposa de Xah Rukh, Gawhar Shad, hi va construir una mesquita, i el sultà Muhammad ibn Baysunkur va agafar la ciutat com a capital el 1442. A la mort de Xah-Rukh apareix la ciutat defensada per dos personatges: el seu governador timúrida Darwix Ali Mirak ibn Yusuf Khwaja, i un notable local anomenat Khwaja Nizam al-Din Yahya Qumi
Foren els turcmans aq qoyunlu i kara koyunlu els que van atorgar més favors a la ciutat. Jahan-Xah, Uzun Hasan, Yakub, Murad i Alvand la van tenir com a capital d'hivern quan es volien dedicar a la cacera. Aquesta situació va continuar sota els primers safàvides al segle xvi fins a Tahmasp I. Abbas I el Gran va atreure als pelegrins xiïtes d'arreu cap a aquest santuari en lloc de cap als de l'Iraq (en mans dels otomans) i això va donar a Kum (o ara millor Qom) una nova vida. El santuari fou embellit, es van crear noves madrasses, un hospital pels pelegrins i molt ulemes hi van anar a estudiar. Molts imamzades (uns 444) i també ulemes i fidels van voler ser enterrats en aquest lloc on també es van enterrar els descendents d'Abbas I el Gran i 31 prínceps de la dinastia. Cap altra ciutat tenia tal nombre de tombes d'ulemes i personalitats, i els cementiris cobrien una superfície immensa.
Al segle xviii va venir una depressió amb les guerres contínues, el saqueig de Qom pels afganesos; Ibrahim Khan, germà de Nàdir-Xah Afxar hi va fer una massacre, i un altre un governador uzbek de la ciutat nomenat també per Nadir, va fer el mateix. Fins a l'assentament de la dinastia Qajar que va reprendre la tradició d'establiment de monuments reials, no es va recuperar. El santuari de Fàtima fou embellit altre cop per Fath Ali Shah que a més va fer construir una madrassa. L'anomenada "Cort Nova" fou construïda el 1883 pel visir Amin al-Sultan (del xa Nasir al-Din Shah); a l'ara anomenada "Cort Vella" foren enterrats tots els grans personatges qajars com Fat·h-Alí Xah Qajar, Muhammad Shah, la seva esposa Mahd-i Awliya, i altres, i incloïa la biblioteca amb 1.000 manuscrits i 8.800 volums. Durant la revolució constitucional fou un lloc d'asil i als santuaris es refugiaven els perseguits polítics. Els ulemes de Qom es van oposar a Rida Shah (1925-1941). L'aiatol·là Kashani va poder induir a la revolta als seus seguidors en temps de Mohammed Mossadeq. Khomeini va instigar a la revolta i fou detingut el 15 de juny de 1963 i enviat en exili a Turquia i després a l'Iraq (a Nadjaf). El 1975 hi va haver disturbis contra els "marxistes islàmics". L'octubre de 1978 Khomeini es va refugiar a França a Neauphle-le-Chateau des d'on va dirigir l'oposició que finalment va acabar amb el règim del xa i el seu retorn a Teheran (1 de febrer de 1979) i després a Qom l'1 de març de 1979.
El 1976 la ciutat tenia 14 grans madrasses tradicionals dirigides per un aiatol·là, 4 escoles modernes i diverses biblioteques (privades) destacant la de l'aiatol·là Marashi Nadjafi (70.000 volums amb 15000 manuscrits, avui dia molts més en total uns 500.000)

## Població
Les informacions fetes per viatgers donen els següents càlculs o cens al llarg dels darrers 500 anys
- 1474: 20.000 cases, almenys 120.000 habitants
- 1524: 2.000 focs: 15.000 habitants
- 1565: 2.000 focs: 15.000 habitants
- 1627: 2.000 famílies: 15.000 habitants
- 1673: 15.000 cases: prop de 100.000
- 1796: 50 cases (probablement un error)
- 1850: de 20.000 a 25.000
- 1874: 14.000 habitants (després d'una fam)
- 1880: 20.000 a 25.000
- 1887: 35.000
- 1913: 30.000
- 1938: 55.000
- 1948: 81.540
- 1956: 96.499
- 1966: 134.292
- 1976: 246.873

## Llocs interessants
L'organització del Patrimoni Cultural de l'Iran dona una llista de 195 llocs de significat cultural o històric a Qom. Els més visitats són:
- Cova de Kahak
- Cova de Vashnaveh
- Llac salat de Howz-e Soltan
- Llac salat de Namak Great
- Biblioteca Mar'ashi al-Najafi
- Museu Astaneh Moqaddaseh
- Qom Bazaar
- Seminari Feyzieh
- Mesquita de Jamkaran
- Mesquita del Divendres de Qom
- Mesquita d'Atiq
- Mesquita d'A'zam
- Santuari de Fatimah al-Masumah (Fàtima al-Masuma)